# Mille e una sera (programma televisivo)
Mille e una sera è stata una rubrica televisiva di cartoni animati d'autore trasmessa il sabato sera a partire dall'ottobre 1970 su Rai 2 (allora denominato Secondo Programma), in alternativa al varietà autunnale Canzonissima di Rai 1 e curata da Gianni Rondolino e Mario Accolti Gil. Il programma venne trasmesso in due stagioni, in concomitanza con il concorso canoro, indirizzato ad un pubblico di appassionati di cinema d'animazione di età adulta (ma fu visto anche da molti bambini e adolescenti). Le puntate erano condotte, a turno, da diversi personaggio, tra i quali Alberto Lionello, Mario Accolti Gil, Enzo Jannacci e Paolo Poli.

## La trasmissione
Puntata d'esordio il lungometraggio di Karel Zeman, La diabolica invenzione (Vynález skázy- 1958), e a seguire le opere dei maggiori artisti dell'animazione cecoslovacco, tra i quali Jiří Trnka, mago dell'animazione di pupazzi a "passo uno", e lo sperimentalismo di Madame Kabal dell'eclettico regista polacco Walerian Borowczyk. 
Segue l'animazione italiana con il celebrato Bruno Bozzetto (West and Soda e Vip mio fratello superuomo) e i classici del dopoguerra, come La rosa di Bagdad di Anton Gino Domeneghini, e il rarissimo I Fratelli Dinamite (1949) dei veneti Nino e Toni Pagot. Seguono Il cavaliere inesistente (1971), di Pino Zac e cortometraggi di Giulio Gianini ed Emanuele Luzzati.
L'intento dell'autore del programma, lo storico del cinema Gianni Rondolino, è di mostrare alla platea televisiva il cinema d'animazione europeo, adombrato dalla popolarità e la diffusione di quello statunitense, Walt Disney in particolare. A differenza delle opere di quest'ultimo, che vengono rieditate nelle sale con regolarità, i più giovani hanno così modo di scoprire per la prima volta cartoni animati del passato più o meno prossimo altrimenti scomparsi e introvabili come La fattoria degli animali (1954) dei registi inglesi Halas & Batchelor, tratto dal romanzo omonimo di George Orwell, Putiferio va alla guerra (1968) di Roberto Gavioli, I viaggi di Gulliver (1939) di Max e Dave Fleischer.
Vasta ed estremamente varia è anche la selezione dei cortometraggi come quelli della animatrice tedesca Lotte Reiniger, del giapponese Taiji Yabushita, e dei francesi Jean Image, Georges de La Grandière e Roland Topor, tra i moltissimi altri. 
La sigla di apertura e chiusura  era realizzata con animazioni ispirate a quelle di Emanuele Luzzati; la colonna sonora era costituita dall'omonimo brano scritto da Luigi Albertelli, Beppe Carletti e Dembrao Gilocchi ed interpretato da i Nomadi; il brano fu pubblicato nel LP "Mille e una sera", un album compilativo edito nel 1971 dalla EMI Italiana (cod. 3C064-17797).